# Стоцький Адам
Адам Стоцький (01.11.1821, с. Пониква), Золочівський округ, Королівство Галичини і Володимирії, Австрійська імперія — не раніше 20 квітня 1861) — український селянин з Бродівщини (Велика Пониковиця, нині Пониква), громадський діяч, посол до парламенту Австро-Угорщини і Галицького сейму. 
Був землеробом і мельником у рідному селі.
Обраний послом до Галицького сейму 1-го скликання у 1861 році (від IV курії виборчого округу № 42 Лопатин — Броди — Радехів; входив до складу «Руського клубу»). Обрання А. Стоцького послом підтверджене на засіданні Сейму 20 квітня 1861 року. Його світлина є в колекції бібліотеки та музею Народного Дому у Львові. В Адама було багато дітей, хоча на даний час відомий тільки один — Павло Стоцький.
Посол до парламенту Австро-Угорщини у 1861—1865 роках від сільських громад судових повітів Золочів, Глиняни, Лопатин, Броди, Радехів, Буськ, Кам'янка Струмилова, Олесько, Заложці та Зборів.